# استوک گولدینگتون
استوک گولدینگتون (به انگلیسی: Stoke Goldington) یک روستا و محله مدنی در بریتانیا است که در میلتون کینز واقع شده‌است. استوک گولدینگتون ۵۷۵ نفر جمعیت دارد.